# Правни факултет Универзитета у Љубљани
Правни факултет Универзитета у Љубљани (словен. Pravna fakulteta или краће PF) је факултет члан Универзитета у Љубљани. Један од првих факултета основаних када су основали универзитет 1919. године.
Тренутни декан је проф. др Петер Грлиц.

## Организација
Катедре
- Катедра за уставно право
- Катедра за теорију и социологију права
- Катедра за правноекономске науке
- Катедра за управно право
- Катедра за кривично право
- Катедра за цивилно право
- Катедра за радничко и социјално право
- Катедра за историју права
- Катедра за међународно право